# Yumi Tōma
Yumi Tōma (冬馬由美?, Tōma Yumi; Chiba, 20 dicembre 1966) è una cantante e doppiatrice giapponese.

## Biografia
Particolarmente conosciuta per il ruolo di Urd in Oh, mia dea!, ha fatto anche parte del gruppo canoro Goddess Family Club. Come doppiatrice afferisce alla Aoni Production.

## Doppiaggio

### TV
- .hack//SIGN (Helba)
- 21-emon (Luna)
- After War Gundam X (Særia Sou)
- Oh, mia dea! (Urd)
- Air (Hijiri Kirishima)
- Baby Felix & friends (Baby Felix)
- Beyblade (Dr. Judy Mizuhara)
- Brain Powerd (Nakki Gaizu)
- Card Captor Sakura (Spinel Sun)
- Cinderella Boy (Rela Cindy Shirayuki)
- Cooking Papa (Yumeko Kimura, Bei, Chie, Kūgo Nekota)
- Cowboy Bebop (Wen)
- Dai no Daibouken (Gome-chan)
- Densetsu no Yūsha Da Garn (Yamamoto Pink, Lady Pinkie, Magical Pinkie)
- Emma: A Victorian Romance (Emma)
- Firestorm (Gina)
- Fushigi yûgi (Yui Hongo, Tama)
- Un fiocco per sognare, un fiocco per cambiare (Yuka Hijiri)
- Jikū Tantei Genshi-kun (TP Lady/Akira Aino)
- Gokinjo Monogatari (Mariko Nakasu)
- Kamisama Kazoku (Misa Kamiyama)
- Karakuri Zōshi Ayatsuri Smakon(Hazuki Funabashi)
- Kirby (Rōrin-sensei)
- Kiteretsu Daihyakka (Otonashi)
- Kokoro Library (Rie Mochima)
- Magic Knight Rayearth (young Ferio, Hasegawa-senpai)
- Magical Tarurūto-kun (Iyona Kawai)
- Mobile Fighter G Gundam (Princess Maria Louise)
- Mobile Suit Gundam Wing (Mrs. Dorian, Sally Po)
- Mobile Suit Victory Gundam (Karinga Vōgeru, Elena)
- Najica Blitz Tactics (Hiiragi Najika)
- Neighborhood Story (Mariko Nakasu, Kuro)
- Nessa no Haou Gandalla (michela e tenma)
- Phoenix (Tamami)
- Pitaten (Nyaa)
- Romeo and the Black Brothers (Hannah)
- Sailor Moon R (Ginga Natsumi, An)
- I cavalieri dello zodiaco (Andromeda)
- School Rumble Ni Gakki (Iori the cat in episode 21)
- Scryed (Banka)
- Shinkai Densetsu Meremanoid (Misty Jo)
- Super Pig (Buritī Koizumi)
- Super Robot Wars Original Generation: Divine Wars (Aya Kobayashi)
- Steel Angel Kurumi (Michael)
- Slayers (Sylphiel Nels Lahda)
- Tekken: Bloodline (Nina Williams)
- Transformers: Super-God Masterforce (Go Shooter, )
- Turn A Gundam (Teleth Halleh)
- The Twelve Kingdoms (Ren Rin)
- Victorian Romance Emma (Emma)
- YAWARA! a Fashionable Judo Girl (Kyōko Hikage (Kyon Kyon))
- Yu-Gi-Oh! (Kaoruko Himekoji)

### OAV
- Casshan (Luna Kamizuki)
- Detonator Orgun (Michi Kanzaki)
- Fushigi yûgi (Yui Hongo)
- Futari Ecchi (Kyōko Ōmiya)
- Future GPX Cyber Formula (Clair Fortlan)
- Galaxy Fraulein Yuna (Polylina)
- Iczer Girl Iczelion (Nami Shiina)
- Inferious Wakusei Senshi Gaiden Condition Green (Bernie Page, Candy)
- Interlude (Haruka Tonobe)
- MAPS (Lipumira Gweiss)
- Please Save My Earth (Rin Kobayashi)
- Power Dolls: Omuni Senki 2540 (Yao Feilun)
- Ranma ½ (Hinako Ninomiya)
- Re: Cutie Honey (Black Claw)
- Record of Lodoss War (Deedlit)
- Tekken - The Animation (Jun Kazama)
- The Super Dimension Fortress Macross II: Lovers, Again (Silvie Gena)
- Super Robot Wars Original Generation: The Animation (Aya Kobayashi)
- Tales of Symphonia (Refill Sage)
- Chi ha bisogno di Tenchi? (Tokimi)
- Voltage Fighter Gowcaizer (Shaia Hishisaki)

### Videogiochi
- .hack//Infection (Helba, Gardenia, Emma Wielant)
- .hack//Mutation (Helba, Gardenia)
- .hack//Outbreak (Helba, Gardenia, Emma Wielant)
- .hack//Quarantine (Helba, Gardenia, Emma Wielant)
- Battle Arena Toshinden URA (Sofia)
- Battle Arena Toshinden 3 (Sofia)
- Castlevania: Lament of Innocence (Sara Trantoul)
- Dead or Alive (Lei Fang)
- Dead or Alive 2 (Lei Fang)
- Dead or Alive 3 (Lei Fang)
- Dead or Alive Xtreme Beach Volleyball (Lei Fang)
- Dead or Alive 4 (Lei Fang)
- Dead or Alive Xtreme 2 (Lei Fang)
- Dead or Alive Paradise (Lei Fang)
- Dead or Alive: Dimensions (Lei Fang)
- Dead or Alive 5 (Lei Fang)
- Dead or Alive 6 (Lei Fang)
- Devil Summoner: Soul Hackers (Naomi, Mayone)
- DreamMix TV World Fighters (Aska)
- Granblue Fantasy (Heles)
- Grandia (Lilly, Sergente Nana)
- Honkai: Star Rail (Yukong)
- Jak II: Renegade (Tess)
- Metal Gear Solid 2: Sons of Liberty (Fortune)
- Policenauts (Anna Brown)
- Queen's Gate: Spiral Chaos (Ivy Valentine)
- Shin Megami Tensei: Digital Devil Saga (Argilla)
- Shin Megami Tensei: Digital Devil Saga 2 (Argilla)
- Sonic Lost World (Zeena)
- Soulcalibur (Ivy Valentine)
- Soulcalibur II (Ivy Valentine)
- Soulcalibur III (Ivy Valentine)
- Street Fighter X Tekken (Ling Xiaoyu)
- Strider (versione PC Engine) (Tong Pooh)
- Tales of Symphonia (Raine Sage, Noishe)
- Tales of the World: Radiant Mythology (Raine Sage)
- Tales of Symphonia: Dawn of the New World (Raine Sage)
- Tales of the Rays (Raine Sage, Lenneth F)
- Tekken (Nina Williams, Anna Williams)
- Tekken 2 (Nina Williams, Anna Williams)
- Tekken 3 (Ling Xiaoyu, Nina Williams, Anna Williams)
- Tekken Tag Tournament (Nina Williams, Anna Williams, Ling Xiaoyu)
- Tekken 4 (Ling Xiaoyu)
- Tekken 5 (Ling Xiaoyu)
- Tekken 6 (Ling Xiaoyu)
- The Legend of Dragoon (Rose)
- Trauma Center: New Blood (Valerie Blaylock)
- Valkyrie Profile (Lenneth, Platina)
- Valkyrie Profile 2: Slimeria (Lenneth)
- Valkyrie Profile: Covenant of the Plume (Lenneth)
- Valkyrie Elysium (Narratrice)
- Xenogears (Elhaym Van Houten)
- Xenosaga Episode I: Der Wille zur Macht (Nephilim)
- Xenosaga Episode III: Also Sprach Zarathustra (Nephilim)